# Le Houga
Le Houga este o comună în departamentul Gers din sudul Franței. În 2009 avea o populație de 1.178 de locuitori.

## Evoluția populației
| An        | 1975  | 1982  | 1990  | 1999  | 2006  | 2009  |
| --------- | ----- | ----- | ----- | ----- | ----- | ----- |
| Populație | 1.124 | 1.173 | 1.166 | 1.101 | 1.126 | 1.178 |